# ۱۸۴۷ (میلادی)
۱۸۴۷ (میلادی) هزار و هشتصد و چهل و هفتمین سال تقویم میلادی است.

## زادگان
- ۳ مارس – الکساندر گراهام بل، فیزیک‌دان بریتانیایی (د. ۱۹۲۲)
- ۲۷ مارس – اوتو والاخ، شیمی‌دان آلمانی (د. ۱۹۳۱)
- ۱۰ آوریل – جوزف پولیتزر، سیاست‌مدار آمریکایی (د. ۱۹۱۱)
- ۷ مه – آرچیبالد پریمروز، سیاست‌مدار بریتانیایی (د. ۱۹۲۹)
- ۸ نوامبر – برام استوکر، نویسنده ایرلندی (د. ۱۹۱۲)
- ۳۰ نوامبر – آفونسو پنا، وکیل و سیاست‌مدار برزیلی (د. ۱۹۰۹)
- ۲ آوریل – فلورا آنی استیل، نویسنده و تاریخ‌نگار بریتانیایی (د. ۱۹۲۹)
- ۲۵ ژوئیه – پاول لانگرهانس، زیست‌شناس آلمانی (د. ۱۸۸۸)

### ژانویه - ژوئن
- ۲۸ ژانویه - دوروس ریجکرز، قهرمان نیروی دریایی هلندی (مرگ ۱۹۲۸)
- ۸ فوریه - هوگ پرایس هوگس، پیشوای اجتماعی متدیست، اولین سرپرست عملیات لندن غربی (مرگ ۱۹۰۲)
- ۱۱ فوریه - توماس ادیسون، مخترع آمریکایی (مرگ ۱۹۳۱)
- ۱۵ فوریه - رابرت فوچس، آهنگ‌ساز اتریشی (مرگ ۱۹۲۷)
- ۱۶ فوریه - فیلیپ شارونکا، آهنگ‌ساز آلمانی-لهستانی (مرگ ۱۹۱۷)
- ۳ مارس
  - الکساندر گراهام بل، مخترع اسکاتلندی‌تبار (مرگ ۱۹۲۲)
  - آدلاید نیلسون، بازیگر زن انگلیسی (مرگ ۱۸۸۰)
- ۴ مارس - کارل بایر، شیمی‌دان اتریشی (مرگ ۱۹۰۴)
- ۱۴ مارس - کاسترو آلوز، شاعر برزیلی (مرگ ۱۸۷۱)
- ۲۷ مارس - اوتو والاچ، شیمی‌دان آلمانی و برندهٔ جایزهٔ نوبل (مرگ ۱۹۳۱)
- ۱۰ آوریل - جوزف پولیتزر، خبرنگار و منتشرکنندهٔ روزنامهٔ مجار (مرگ ۱۹۱۱)
- ۷ مه - آرچیبالد پریمروز، نخست‌وزیر انگلستان (مرگ ۱۹۲۹)
- ۸ ژوئن - ایدا ساکستون مک‌کینلی، اولین بانوی آمریکایی (مرگ ۱۹۰۷)
- ۱۱ ژوئن - میلیسنت فاوست، فمینیست انگلیسی (مرگ ۱۹۲۹)

### ژولای - دسامبر
- ۹ ژولای - وونگ فی هانگ، انقلابی و درمان‌گر چینی (مرگ ۱۹۲۴)
- ۲۵ ژولای - پاول لانگرهاس، آسیب‌شناس و زیست‌شناس آلمانی (مرگ ۱۸۸۸)
- ۱۴ اوت - رابرت کامتیز، عضو کنسول فدرال سوئیس (مرگ ۱۹۲۲)
- ۵ سپتامبر - جس جیمز، قانون‌شکن آمریکایی (مرگ ۱۸۸۲)
- ۱ اکتبر - آنی بزانت، مدافع حقوق زنان، نویسنده و سخن‌ران انگلیسی (مرگ ۱۹۳۳)
- ۲ اکتبر - پاول وون هیدنبرگ، رئیس‌جمهور آلمان (مرگ ۱۹۳۴)
- ۱۴ اکتبر - چیکوینها گونزاگا، آهنگ‌ساز برزیلی (مرگ ۱۹۳۵)
- ۲۶ نوامبر - داگمار دانمارک، ملکهٔ تزار الکساندر سوم روسیه (مرگ ۱۹۲۸)
- ۷ دسامبر - جرج گروس‌اسمیت، بازیگر و نویسندهٔ کمیک انگلیسی (مرگ ۱۹۱۲)
- ۳۰ نوامبر - آفونسو پنا، رئیس‌جمهور برزیل (مرگ ۱۹۰۹)
- ۱۸ دسامبر - آگوستا هولمز، آهنگ‌ساز فرانسوی (مرگ ۱۹۰۳)
- ۱۷ دسامبر - میشل-ژوزف ماونوری، ژنرال فرانسوی در جنگ جهانی اول (مرگ ۱۹۲۳)
- ۲۸ دسامبر - ژوزپه ماریا جیولیتی، کاوش‌گر ایتالیایی (مرگ ۱۸۸۱)
- روز نامعلوم - هیل جانسون، رهبر جنبش اعتدال آمریکایی (مرگ ۱۹۰۲)

## درگذشتگان
- ژانویه - آباسگولو باکیخانوف: نویسندهٔ آذربایجانی (ت. ۱۷۹۴)
- ۱۹ ژانویه - چارلز بنت، اولین دولت‌مدار منطقه نیو مکزیکو (ترور شد)
- ۹ مارس - ماری آنینگ، دیرین‌شناس انگلیسی (ت. ۱۷۹۹)
- 17 مارس - سر هارفورد جونز : دیپلمات و اولین وزیر مختار بریتانیا در ایران.
- ۳۰ آوریل - آرچدوک چارلز اتریش، ژنرال اتریشی (ت. ۱۷۷۱)
- ۱۴ مه - فانی مندلسون، آهنگ‌ساز و پیانونواز آلمانی (ت. ۱۸۰۵)
- ۲۹ مه - امانوئل، مارکیس ده گروچی، مارشال فرانسوی (ت. ۱۷۶۶)
- ۳ ژولای - ماتج کوپکی، خیمه‌شب‌باز (ت. ۱۷۷۵)
- ۴ سپتامبر - فرانتیشک ولادیسلاو هک، میهن‌پرست اهل چک (ت. ۱۷۶۹)
- ۱۳ سپتامبر - نیکولاس اودینوت، مارشال فرانسوی (ت. ۱۷۶۷)
- ۳ اکتبر - چارلز هچت، شیمی‌دان انگلیسی (ت. ۱۷۶۵)
- ۲۲ اکتبر - نگوس ساهله، سلاسی شوا
- ۴ نوامبر - فلیکس مندلسون، آهنگ‌ساز آلمانی (ت. ۱۸۰۹)
- ۱۴ دسامبر - مانوئل خوزه آرکه، سیاست‌مدار آمریکای مرکزی (ت. ۱۷۸۷)
- ۱۴ مه – فانی مندلسون، آهنگساز و پیانیست آلمانی (ز. ۱۸۰۵)
- ۳ اکتبر – چارلز هاچت، شیمی‌دان بریتانیایی (ز. ۱۷۶۵)